# Giancarlo Bercellino
Giancarlo „Berceroccia“ Bercellino (* 9. Oktober 1941 in Gattinara (VC)) ist ein ehemaliger italienischer Fußballspieler.
Bercellino, auch als Bercellino I bekannt, spielte während seiner aktiven Laufbahn als Verteidiger. Zusammen mit Ernesto Càstano bildete er in den 1960er-Jahren ein legendäres Innenverteidigerduo bei Juventus Turin.

## Karriere

### Im Verein
Giancarlo Bercellino begann seine Karriere in der Saison 1960/61 bei Alessandria. Im Jahr 1961 wechselte er zu Juventus Turin, wo er bis 1969 spielte und lange Zeit Stammspieler in der Abwehr war. Bercellino gewann mit „Juve“ in der Saison 1964/65 die Coppa Italia und 1966/67 die italienische Meisterschaft, insgesamt absolvierte er 202 Partien für Juventus und erzielte dabei 14 Tore. Im Jahr 1969 wechselte er zu Brescia Calcio, wo er bis 1970 spielte.

### In der Nationalmannschaft
Sein Debüt in der Nationalmannschaft gab Giancarlo Bercellino am 1. Mai 1965 beim 4:1 im Spiel gegen Wales. Nach drei Partien im Jahr 1967 wurde er in den Kader der Squadra Azzurra für die Europameisterschaft 1968 im eigenen Land berufen. Dort bestritt er am 5. Juni 1968 im Halbfinale gegen die UdSSR seine einzige Partie in der Nationalmannschaft und konnte den Gewinn des Europameister-Titels feiern. Das Spiel gegen die Sowjetunion stellt gleichzeitig auch die letzte von insgesamt sechs Partien Bercellinos im Dress der Azzurri dar.

## Erfolge
- Coppa Italia: 1964/65
- Italienischer Meister: 1966/67
- Europameister: 1968